# 比佐一平
比佐 一平（ひさ いっぺい、1979年9月4日 - ）は、日本の俳優・演出家・演技トレーナーである。東京都昭島市出身。私立自由の森学園高等部卒業。身長185cm。血液型O型。

## 来歴・人物
- 子役の経験もあり、高校生の頃、役者に興味を持つ。
- 19歳の時、本格的に役者を目指し、富良野塾へ16期生として入塾。倉本聰に師事。
- 21歳、富良野塾卒塾後。実姉である比佐廉の主催する、演劇プロデュース東京スウィカに参加。
- 24歳の時、雑誌で見つけたオーディション情報でボックスコーポレーションに応募。女優のみの所属の同事務所に初の男優として合格。
- 2012年4月、芸名を比佐一成から本名の比佐一平へ改名。
- 2015年2月、富良野塾の出身者4名で演劇ユニット「トロ・デ・トロ」を結成。同年6月に旗揚げ公演。
- 2015年10月、アイドルユニットハコイリ♡ムスメ主演のDX劇団ハコムスにて脚本・演出を担当する。
- 2022年7月、演劇ユニット「ダニング＝クルーガー」旗揚げ。2023年6月に旗揚げ公演。

## 出演

### テレビドラマ
- 光戦隊マスクマン（1987年、テレビ朝日）
- 対決！江戸っ子姑と浪花っ子姑（1988年、TBS）

- ふたり（1997年、テレビ朝日）
- レガッタ（2006年、ABC・テレビ朝日共同制作） - 加納聡役
- 歌姫（2007年、TBS） - 大浜万次（タバコ屋のチン毛さん）役
- 新津きよみサスペンススペシャル 復讐の女神たち（2008年、KTV関西テレビ） - 種山章役
- 土曜ワイド 棟居刑事の青春の雲海（2008年、テレビ朝日）
- 恋のから騒ぎドラマスペシャル・Love Stories 金星から来た女（2008年、日本テレビ）
- 世にも奇妙な物語 春の特別編（2009年、フジテレビ） - タトゥー男役
- NEXT 恋作する女（2009年、関西テレビ）- 沢口敏一役
- 松本清張ドラマスペシャル・霧の旗 （2010年、日本テレビ）
- 家政婦のミタ（2011年、日本テレビ） - レストランの店長役
- 未解決事件　file.02 オウム真理教 (2011年、NHKスペシャル） - 橋野正和役
- 森村誠一サスペンス 警視庁捜査一課殺人班 刑事の証明　（2013年、テレビ東京・BSジャパン共同制作）- 横浜刑務所 刑務官役
- 遺産争族（2015年、テレビ朝日）
- 模倣犯（2016年、テレビ東京）
- ドクターX〜外科医・大門未知子〜シーズン4（2016年、テレビ朝日）　- 小金井蓮役
- やすらぎの郷（2017年、テレビ朝日）‐ ダイゴ役

### 映画
- 竹取物語（1987年 、市川崑監督）
- 消しゴム屋（2007年、金澤克次監督）

- BAD女（ガール）（2012年、山鹿孝起監督）-　弁護士役
- 光と血（2017年、藤井道人監督）

### テレビアニメ
- 妄想代理人（2004年）

### CM
- 大正製薬 アイリス（1987年）
- 全労済（1987年）

- JRA 歴史的瞬間編（2003年）

- ミスタードーナツ 結婚編（2008年）
- 三井不動産住宅グループ 三井でみつけて編（2021年）
- Chatwork こんな悩み３・チャット篇（2022年）

### 舞台
- 谷は眠っていた（1999年　富良野塾公演　＠富良野塾スタジオ棟）
- 走る（2000年　富良野塾公演　＠富良野演劇工場）
- 今日、悲別で…（2001年　富良野塾公演　＠富良野演劇工場、アートスフィア、他）
- 賢治アラベスク（2001年　演劇倶楽部『座』＠渋谷クロスタワーホール）
- カナリア放送局（2002年　東京スウィカ　＠ザムザ阿佐ヶ谷）
- 山椒大夫（2002年　演劇倶楽部『座』＠東京芸術劇場小ホール１）
- 花の町マーチ（2003年　東京スウィカ　＠新宿シアターモリエール）
- 高野聖（2003年　演劇倶楽部『座』＠紀伊國屋ホール）
- 杜子春・奉教人の死（2003年　演劇倶楽部『座』＠紀伊國屋ホール）
- サロメ（2003年　＠アートスフィア）
- 夕焼けの丘写真館（2004年　東京スウィカ　＠新宿シアターモリエール）
- ひねもすの煙（2005年　東京スウィカ　＠下北沢「劇」小劇場）
- 皐月の天〜サツキノソラ〜（2006年　東京スウィカ　＠下北沢「劇」小劇場）
- 真夏の夜の夢（2006年　GUCCI&BOCCI　＠恵比寿・エコー劇場　-　ライサンダー役）
- 東風コチ 夕立 土用波（2007年　東京スウィカ　＠赤坂RED/THEATER）
- 港入口若津屋食堂（2008年　東京スウィカ　＠赤坂RED/THEATER）
- 歸國（2009年　富良野GROUP　＠富良野演劇工場）
- 文學青年（2011年＠シアターモリエール）
- 光の庭（2011年　東京スウィカ　＠赤坂RED/THEATER）
- BANANA FISH（2012年　＠六行会ホール）
- 明日、悲別で・・・（2013年 富良野GROUP　＠全国公演）
- リズミックタウン（2013年　Zero Project　＠新国立劇場）
- あなたと暮らせば（2014年　SD　PROJECT　＠築地ブディストホール）
- 色褪せた鏡の向こうの接点（2014年　トロ・デ・トロ＠下北沢スターダスト）
- ガラクタ街のネジを巻け（2014年　れんアカデミー　＠座・高円寺２）
- ぺてん（2015年　トロ・デ・トロ＠下北沢スターダスト）
- ミソロジカル:カナタ〜時の向こうに〜（2015年　れんアカデミー　＠座・高円寺２）
- カーテンコールに憧れて（2016年　れんアカデミー　＠座・高円寺２）
- 顔!!!（2018年　艶∞ポリス　＠下北沢駅前劇場）
- エダニク（2018年　ハイリンド　＠シアター711　-　伊舞役）
- あいついつまでもやってる（2022年　トローチ　＠赤坂RED/THEATER）
- こちょう（2022年　シリコン　@下北沢スターダスト）

## 演出
- DX劇団ハコムス公演　～僕の歌、君の歌～（2015年　AKIBAカルチャーズ劇場）
- DX劇団ハコムス公演　さよならのプルエール（2015年　AKIBAカルチャーズ劇場）
- ダニング＝クルーガー（主宰）「たとえば100円玉が墜落を阻止するのか」（2023年下北沢スターダスト）